# Brandon Moreno
Brandon Moreno Carrillo (Tijuana, 7 december 1993) is een Mexicaans MMA-vechter. Hij is voormalig wereldkampioen vlieggewicht (tot 57 kilo) bij de UFC.

## Carrière
Moreno maakte zijn professionele MMA-debuut in zijn geboorteland Mexico in april 2011. 
In 2016 nam Moreno deel aan de realityshow The Ultimate Fighter: Tournament of Champions. Moreno werd geselecteerd als lid van Team Benavidez. Hij stond in de openingsfase tegenover Alexandre Pantoja en verloor het gevecht middels submissie.
In een zeldzaam geval debuteerde Moreno bij de UFC terwijl zijn seizoen van The Ultimate Fighter nog werd uitgezonden. Hij vocht in oktober 2016 tegen Louis Smolka en won het gevecht op basis van een submissie in de eerste ronde. Vervolgens won hij van  Ryan Benoit (beslissing) en Dustin Ortiz (submissie), maar verloor in augustus 2017 van Sergio Pettis middels een unanieme jurybeslissing. In mei 2018 verloor hij ook van Ray Borg. Hierna werd zijn contract bij de UFC opgeheven.
Na een gevecht te hebben gewonnen bij Legacy Fighting Alliance, keerde hij in september 2018 terug bij de UFC en vocht tegen Askar Askarov. Het gevecht eindigde in een gelijkspel. In zijn volgende gevechten won hij van Kai Kara-France, Jussier Formiga en Brandon Royval (TKO).
Slechts drie weken na van zijn laatste gevecht, stond Moreno op 12 december 2020 tegenover Deiveson Figueiredo voor het UFC-kampioenschap in het vlieggewicht. Na een hectisch gevecht van vijf rondes, waarin Figueiredo in de derde ronde een punt aftrek kreeg vanwege een aanval op het kruis, werd het gevecht uitgeroepen tot een gelijkspel. Dit gevecht leverde beide vechters de Fight of the Night-prijs op.
In juni 2021 kwam er een rematch tussen Moreno en Figueiredo voor de UFC-vlieggewichttitel. Moreno won het gevecht en de titel door middel van een submissie (verwurging) in de derde ronde. Hiermee werd hij de eerste UFC-kampioen uit Mexico. Vervolgens kwam er een derde gevecht tussen Moreno en Figueiredo in december 2021. Moreno verloor het gevecht en de titel op basis van een unanieme jurybeslissing.
In juli 2022 vocht Moreno om de interim-titel in het vlieggewicht tegen Kai Kara-France en won het gevecht op TKO in de derde ronde. Hierna vocht Moreno in januari 2023 voor de vierde keer tegen Figueiredo om de UFC-vlieggewichttitel, wat de de eerste keer was in de geschiedenis van de UFC dat twee vechters voor de vierde keer tegen elkaar vochten. Moreno won het gevecht en de onbetwiste titel op TKO vlak voor de vierde ronde, nadat de arts het gevecht stopte vanwege Figueiredo's  dichtzwollen oog.
Moreno verdedigde in juli 2023 zijn titel in een rematch tegen Alexandre Pantoja. Moreno verloor het gevecht middels een verdeelde jurybeslissing en verloor opnieuw de titel.